# Roland Roli Moser
Roland Roli Moser (19 settembre 1962) è un ex calciatore liechtensteinese, di ruolo centrocampista.

## Carriera

### Nazionale
Ha collezionato 11 presenze con la propria Nazionale.